# Isabelle Hübener
Isabelle Hübener (* 31. März 1998 in Sigmaringen) ist eine deutsche Ruderin.

## Karriere
Isabelle Hübener wechselte 2010 als Leichtathletin auf die Potsdamer Eliteschule des Sports. Als ihr die Trainer drei Jahre später sagten, dass sie keine Perspektive mehr in der Leichtathletik hat, wechselte sie die Sportart und startete 2014 mit dem Rudersport. 2015 gewann sie im Achter die Goldmedaille bei den Junioren-Weltmeisterschaften in Rio de Janeiro. Ein Jahr später startete sie im Potsdamer Vereinsboot bei den Junioren-Europameisterschaften 2016. Zusammen mit Friederike Müller, Janina Arndt und Annabel Oertel konnte sie den Titel im Vierer ohne Steuerfrau vor den Polinnen und Rumäninnen gewinnen. Auch bei den Junioren-Weltmeisterschaften im August konnten die vier, vor den Booten aus Italien und den Vereinigten Staaten, den Titel im Vierer ohne Steuerfrau gewinnen.
2017 startete sie im Achter bei den U23-Weltmeisterschaften. Zusammen mit Katja Rübling, Leah Labudde, Frauke Hacker, Carolin Dold, Sina Kühne, Alyssa Meyer, Sophie Oksche und Larina Aylin Hillemann belegte sie im Finale den vierten Platz. Auch bei den U23-Weltmeisterschaften 2018 trat sie im Achter an, der dieses Mal auf dem fünften Platz ins Ziel kam. Anschließend startete sie auch noch im Vierer ohne bei den Weltmeisterschaften. Gemeinsam mit Sophie Oksche, Frauke Hacker und Alexandra Höffgen belegte sie den sechsten Platz im B-Finale und schloss die Weltmeisterschaften auf dem 12. Platz ab.
Zu Beginn der Saison 2019 startete sie im Zweier ohne Steuerfrau bei den Europameisterschaften. Mit Alyssa Meyer belegte sie den fünften Platz im B-Finale, was am Ende Platz 11 bedeutete. Beim zweiten Ruder-Weltcup der Saison gewann sie zusammen mit Alyssa Meyer, Marie-Sophie Zeidler, Annabel Oertel, Christin Stöhner, Frauke Hundeling, Anna Härtl, Charlotte Wesselmann und Larina Aylin Hillemann das B-Finale im Achter, womit sie Siebte wurden. Beim dritten Weltcup in Rotterdam wechselte Isabelle Hübener mit Juliane Faralisch, Ida Kruse und Alexandra Höffgen in den Vierer ohne. Als Dritte des B-Finales im Vierer ohne beendeten sie die Regatta auf dem neunten Platz. Zum Abschluss der Saison starteten die vier auch bei der Weltmeisterschaft im Vierer ohne. Nachdem Hübener, Faralisch, Kruse und Höffgen es verpassten sich für das Halbfinale A/B der Besten 12 Boote zu qualifizieren, belegten sie im C-Finale den vierten Platz und wurden so 16. von 16 gemeldeten Booten. Nachdem 2020 der Großteil der Saison abgesagt wurde, nahm sie als Ersatzfrau an den Europameisterschaften in Posen teil, kam aber nicht zum Einsatz.

## Internationale Erfolge
- 2015: Goldmedaille Junioren-Weltmeisterschaften im Achter
- 2016: Goldmedaille Junioren-Europameisterschaften im Vierer ohne Steuerfrau
- 2016: Goldmedaille Junioren-Weltmeisterschaften im Vierer ohne
- 2017: 4. Platz U23-Weltmeisterschaften im Achter
- 2018: 5. Platz U23-Weltmeisterschaften im Achter
- 2018: 12. Platz Weltmeisterschaften im Vierer ohne
- 2019: 11. Platz Europameisterschaften im Zweier ohne Steuerfrau
- 2019: 16. Platz Weltmeisterschaften im Vierer ohne

## Berufsweg
Isabelle Hübener studiert seit Oktober 2018 Sporttherapie und Prävention an der Universität Potsdam.